# Очень плохие девчонки
«Очень плохие девчонки» (англ. Rough Night; дословно — «Тяжелая ночь») — американская чёрная комедия режиссёра Люсии Аньелло. В главных ролях: Скарлетт Йоханссон, Зои Кравиц, Кейт Маккиннон, Джиллиан Белл, Илана Глейзер и Пол В. Даунс. 
Премьера в России состоялась 15 июня 2017 года.

## Сюжет
Пять лучших подруг по колледжу Джесс, Блэр, Фрэнки, Элис и Пиппа воссоединяются спустя 10 лет после разлуки, для поездки в Майами на девичник в честь свадьбы Джесс с Питером. Во время вечеринки они случайно убивают мужчину-стриптизёра. Они пытаются всевозможными средствами скрыть это, но проблем становится только больше.
Девушки покупают новый телефон и звонят с него дяде Блэр, который является адвокатом. Они в панике рассказывают ему, что произошло, он сообщает, что теперь, им может грозить до 15 лет тюрьмы за фальсификацию улик и, собственно, убийство.
Подруги решают избавиться от тела и топят его в океане. После этого они вдруг вспоминают, что у их соседей, Ли и Пьетро, есть камера слежения, которая могла их заснять. Они посылают Блэр за кассетой, так как соседи ранее проявляли к ней интерес, но после того, как девушка занимается с ними сексом, она обнаруживает, что камеры всё это время не работали. К этому моменту тело волнами прибивает обратно к берегу, и теперь дамам нужен новый план, они возвращаются в дом, чтобы всё обдумать.
Полицейский, Скотти, стучит в их дверь, ему открывает Фрэнки и он начинает приставать к ней, она от страха бьет его, полицейский падает в обморок. Немного подумав, девушки наконец понимают, что это он был стриптизером, которого они заказали, но кого же они убили, в таком случае?...
Они крадут машину Скотти, чтобы еще раз попытаться избавиться от тела снова, но попадают в аварию и возвращаются домой. В этот момент прибывают детективы Фрейзер и Руис и успокаивают женщин, объясняя, что у них не будет проблем, поскольку убитый ими человек был жестоким преступником, который бежал от полиции. Когда детективы начинают допрашивать женщин, Пиппа понимает, что они на самом деле являются сообщниками человека, которого они убили, она видит объявление о розыске в новостях. Понимая, что их раскрыли, Фрейзер и Руис связывают женщин и Скотти и угрожают застрелить их.
Джесс, пропустившая большую часть драмы из-за того, что была наверху и принимала душ, спускается и видит, что происходит, она обезвреживает Фрейзера, используя лак для волос и убивает Руиса. Фрейзер освобождается от наручников и пытается бежать, но внезапно, его на своей машине сбивает Питер[кто?], который принял большую дозу наркотиков, чтобы не уснуть и доехать до Майами.
Джесс подтверждает, что она хочет выйти замуж за Питера в эти выходные. Фрэнки и Блэр решают воссоединиться как пара, а Алиса начинает роман со Скотти. Пиппа сообщает, что полиция сняла все обвинения, поскольку все их жертвы были преступниками.
В сцене после титров Джесс и Питер отвозят Алису домой, где она находит спрятанные Джеем алмазы.

## В ролях
| Актёр              | Роль             |
| ------------------ | ---------------- |
| Скарлетт Йоханссон | Джесс            |
| Кейт Маккиннон     | Пиппа            |
| Джиллиан Белл      | Элис             |
| Илана Глейзер      | Фрэнки           |
| Зои Кравиц         | Блэр             |
| Пол В. Даунс       | Питер            |
| Деми Мур           | Леа              |
| Тай Баррелл        | Пьетро           |
| Колтон Хейнс       | офицер Скотти    |
| Хасан Минхадж      | Скотти           |
| Дин Уинтерс        | детектив Фрэйзер |
| Райан Купер        | Джей             |
| Энрике Мурсиано    | детектив Руиз    |
| Каран Сони         | Равив            |
| Райан Купер        | Джей             |

## Производство
22 июня 2015 года компания Sony Pictures приобрела права на создание женской комедии «Move That Body» от сценаристов Люсии Аньелло и Пола В. Даунса, в котором он сыграет одну из главных ролей. В 2015 году сценарий фильма был включен в чёрный список лучших сценариев.

### Кастинг
15 декабря 2015 года Скарлетт Йоханссон присоединилась к актёрскому составу, где сыграет главную роль. 28 апреля 2016 года было объявлено, что в фильме снимется Зои Кравиц. 2 мая 2016 года было объявлено новое название фильма — «Rock That Body». Также, к актёрскому составу присоединись Кейт Маккиннон, Джиллиан Белл и Илана Глейзер. В августе к фильму присоединились Деми Мур, Тай Баррелл и Колтон Хейнс. В сентябре свои роли в фильме подтвердили Энрике Мурсиано и Хасан Минхадж.

### Съёмки
Основные съёмки начались в августе 2016 года в Saddle Rock, Нью-Йорк. 26 сентября 2016 года съёмки проходили в Маунт-Вернон, Нью-Йорк.

## Критика
Фильм получил смешанные отзывы.
На сайте Rotten Tomatoes фильм имеет рейтинг 44% на основании 159 рецензий критиков, со средним баллом 5,3 / 10. Критический консенсус сайта гласит: «В фильме, безусловно, играют одаренные актеры и они хороши смотрятся в некоторых смешных сценах, но их таланты, определенно, не используются должным образом в данной комедии, которая страдает от избытка упущенных возможностей».
На сайте Metacritic картина набрала 51 балл из 100, что основано на 40 отзывах.
Зрители, опрошенные CinemaScore, дали фильму среднюю оценку «C +» по шкале от A + до F, в то время как PostTrak сообщил, что зрители дали ему 66%  положительных отзывов.

## Релиз
Первоначальная дата выхода фильма — 23 июня 2017 года. Позже она была перенесена на 16 июня.